# شاييرا هول
شاييرا هول (بالإنجليزية: Shayera Hol)‏ هي شخصية خيالية من دي سي كومكس ظهرت في الكثير من القصص المصورة لها والمسلسلات التلفزيونية لها مثل جاستس ليج أنليميتيد وغيرها، ظهرت لأول مرة في القصص المصورة في مارس من عام 1961، وهي الشخصية العادية أو المدنية الغير خارقة لهوكغيرل وأحيانًا لهوكومن.